# Мукша (зупинний пункт)
Мукша — пасажирський залізничний зупинний пункт Жмеринської дирекції Південно-Західної залізниці на одноколійній неелектрифікованій лінії Ярмолинці — Ларга між станцією Кам'янець-Подільський та зупинним пунктом Велика Слобода. Розташований в селі Тарасівка Кам'янець-Подільського району Хмельницької області.

## Історія
Раніше існував як роз'їзд, що був закритий у 1980-х роках, від якого відгалужувалася гілка до станції Дністер (завдовжки 37 км). Згодом перетворився на зупинний пункт.

## Пасажирське сполучення
На зупинному пункті Мукша зупиняються приміські поїзди сполученням Ларга — Гречани / Хмельницький.